# Zhu Liyu
Pour les articles homonymes, voir Zhu.
Zhu Liyu née le 22 septembre 1997, est une joueuse chinoise de hockey sur gazon.

## Carrière
Elle a fait ses débuts en équipe première le 18 mai 2022 contre l'Argentine à Valence lors de la Ligue professionnelle 2021-2022.